# Le Culte du cobra
Pour plus de détails, voir Fiche technique et Distribution.
Le Culte du cobra (Cult of the Cobra) est un film américain réalisé par Francis D. Lyon, sorti en 1955.

## Synopsis
Six hommes sont témoins du rituel secret des Lamians, des adorateurs de femmes qui peuvent se transformer en serpents et lorsque leur culte est découverte, la prêtresse de la Haute Lamie jure qu'ils auront leur revanche. 

## Fiche technique
- Titre original : Cult of the Cobra
- Titre français : Le Culte du cobra
- Réalisation : Francis D. Lyon
- Scénario : Richard Collins, Jerry Davis et Cecil Maiden
- Photographie : Russell Metty
- Société de production : Universal Pictures
- Pays de production : États-Unis
- Format : Noir et blanc - 1,85:1 - Mono
- Genre : horreur
- Date de sortie : 
  - États-Unis : 30 mai 1955 (Los Angeles)

## Distribution
- Faith Domergue : Lisa Moya
- Richard Long : Paul Able
- Marshall Thompson : Tom Markel
- Kathleen Hughes : Julia Thompson
- William Reynolds : Pete Norton
- Jack Kelly : Carl Turner
- Myrna Hansen : Marian Sheehan
- David Janssen : Rico Nardi
- James Dobson : Nick Hommel
- Walter Coy : inspecteur de police
- Olan Soule : major Martin Fielding
- Leonard Strong : Daru
- John Halloran : le grand prêtre